# Diadocidiidae
Famille
Les Diadocidiidae sont une famille d'insectes diptères nématocères.

## Liste des genres
Selon BioLib (2 février 2022) :
- genre Diadocidia Ruthé, 1831
- genre Palaeodocidia Sasakawa, 2004
- genre † Docidiadia Blagoderov & Grimaldi, 2004
- genre † Thereotricha Blagoderov & Grimaldi, 2004

Selon Fauna Europaea (2 février 2022) :
- genre Diadocidia
- genre Heterotricha
- genre Sciarosoma

Selon ITIS (27 février 2013) :
- genre Diadocidia